# Vladimir Aceti
Vladimir Aceti (Petrozavodsk, 16 ottobre 1998) è un velocista italiano specializzato nei 400 metri piani, campione europeo under 20 a Grosseto 2017.

## Biografia
Nativo della Carelia, regione della Russia nord-occidentale, è stato adottato a 5 anni da una famiglia lombarda e, dopo aver praticato diverse discipline sportive (calcio, nuoto e sci alpino), ha iniziato a praticare atletica leggera nel 2006, all'età di 8 anni (categoria esordienti), nell'Atletica Vis Nova di Giussano, città dove vive e si allena. Viene allenato da Alessandro Simonelli.
Dopo essere stato assente nel 2012 ai campionati italiani cadetti, l'anno successivo gareggia nella stessa rassegna nazionale giovanile e si laurea vice-campione italiano under 16 dei 300 metri, dietro a Samuele Puca. Nel 2014, prima annata nella categoria allievi, disputa entrambe le finali (indoor e outdoor) dei 400 metri ai campionati italiani under 18 (finendo quarto agli indoor e ottavo all'aperto).
Il 2015 lo vede partecipare ai mondiali allievi di Cali: nella prova individuale dei 400 metri arriva sino alla semifinale, mentre con la staffetta 4×400 mista (due uomini e due donne) conclude al settimo posto. In Italia vince entrambi i titoli nazionali under 18 dei 400 metri, realizzando la migliore prestazione italiana under 18 nei 400 metri indoor con il crono di 48"86.
Nel 2016, primo anno da junior, prende parte ai mondiali under 20 di Bydgoszcz: esce in semifinale nei 400 metri e poi disputa la finale con la staffetta 4×400 m, che chiude all'ottavo posto in 3'10"03 per poi essere squalificata per invasione di corsia. Nello stesso anno esordisce agli assoluti sia indoor di Ancona che all'aperto di Rieti, uscendo entrambe le volte in batteria.
Nel 2017 esordisce con la maglia della nazionale seniores in occasione della Super League degli Europei a squadre tenutasi in Francia a Villeneuve-d'Ascq-Lille Métropole: prende parte alla staffetta 4x400 metri insieme a Michele Tricca, Brayan Lopez e Fausto Desalu, che chiude al settimo posto complessivo. Il 22 luglio vince la medaglia d'oro nei 400 metri agli europei under 20 di Grosseto con il nuovo primato italiano juniores di 45"92, migliorando di 17 centesimi il 46"09 che valse a Michele Tricca il bronzo nell'edizione di Tallinn 2011 e diventando il primo junior italiano di sempre a scendere sotto i 46", nonché il più veloce under 20 europeo della stagione sulla distanza (dopo aver chiuso la stagione indoor al terzo posto continentale nelle liste juniores dei 400 m al coperto col nuovo personale di 47"32), undicesimo under 20 mondiale stagionale sul giro di pista.
Il 23 luglio contribuisce, come primo frazionista, alla vittoria della medaglia d'oro con la staffetta 4x400 metri insieme ad Edoardo Scotti, Klaudio Gjetja e Alessandro Sibilio col tempo finale di 3'08"68, miglior crono mondiale stagionale under 20 e anche terzo tempo italiano juniores di sempre.
Negli anni successivi è presente in pianta stabile nell'organico della nazionale nel corso dei grandi eventi internazionali. Alle Olimpiadi di Tokyo del 2021 contribuisce al raggiungimento dei record italiani sia nella 4x400 metri (chiusa al settimo posto) sia nella 4x400 metri mista. Nel 2024, agli europei casalinghi di Roma, vince la medaglia d'argento nella staffetta 4x400 metri insieme a Luca Sito, Riccardo Meli ed Edoardo Scotti.

## Record nazionali
Seniores
- Staffetta 4×400 metri: 2'58"81 ( Tokyo, 7 agosto 2021) (Davide Re, Vladimir Aceti, Edoardo Scotti, Alessandro Sibilio)
- Staffetta 4×400 metri mista: 3'09"66 ( Madrid, 29 giugno 2025) (Edoardo Scotti, Virginia Troiani, Vladimir Aceti, Alice Mangione)

Juniores (under 20)
- 300 metri piani: 33"12 ( Milano, 16 settembre 2017)

## Progressione

### 400 metri piani
| Stagione | Tempo | Luogo          | Data      | Rank. Mond. |
| -------- | ----- | -------------- | --------- | ----------- |
| 2022     | 45"87 | Chaux-de-Fonds | 3-7-2022  |             |
| 2021     | 45"58 | Chaux-de-Fonds | 14-8-2021 | 76º         |
| 2020     | 45"65 | Chaux-de-Fonds | 15-8-2020 | 20º         |
| 2019     | 46"71 | Rovereto       | 27-8-2019 |             |
| 2018     | 46"26 | Lignano        | 11-7-2018 |             |
| 2018     | 46"26 | Lede           | 26-5-2018 |             |
| 2017     | 45"92 | Grosseto       | 22-7-2017 | 146º        |
| 2016     | 47"13 | Bressanone     | 11-6-2016 |             |
| 2015     | 47"77 | Milano         | 21-6-2015 |             |

## Palmarès
| Anno | Manifestazione  | Sede      | Evento        | Risultato  | Prestazione | Note                                     |
| ---- | --------------- | --------- | ------------- | ---------- | ----------- | ---------------------------------------- |
| 2015 | Mondiali U18    | Cali      | 400 m piani   | Semifinale | 48"59       |                                          |
| 2015 | Mondiali U18    | Cali      | 4×400 m mista | 7º         | 3'25"29     | [ 11 ]                                   |
| 2016 | Mondiali U20    | Bydgoszcz | 400 m piani   | Semifinale | 47"41       |                                          |
| 2016 | Mondiali U20    | Bydgoszcz | 4×400 m       | Finale     | dq          | [ 12 ]                                   |
| 2017 | Europei U20     | Grosseto  | 400 m piani   | Oro        | 45"92       | Miglior prestazione nazionale under 20   |
| 2017 | Europei U20     | Grosseto  | 4×400 m       | Oro        | 3'08"68     | [ 13 ]                                   |
| 2018 | Europei         | Berlino   | 4×400 m       | 6º         | 3'02"34     | [ 14 ]                                   |
| 2019 | Europei indoor  | Glasgow   | 4×400 m       | 6º         | 3'09"48     |                                          |
| 2019 | Europei U23     | Gävle     | 400 m piani   | 7º         | 47"16       |                                          |
| 2019 | Europei U23     | Gävle     | 4×400 m       | Finale     | dq          |                                          |
| 2019 | Mondiali        | Doha      | 4×400 m       | 6º         | 3'02"78     |                                          |
| 2021 | Europei indoor  | Toruń     | 400 m piani   | Semifinale | 46"55       | Miglior prestazione personale            |
| 2021 | Europei indoor  | Toruń     | 4×400 m       | 5º         | 3'07"37     |                                          |
| 2021 | World Relays    | Chorzów   | 4×400 m       | 4º         | 3'05"11     |                                          |
| 2021 | Giochi olimpici | Tokyo     | 4×400 m       | 7º         | 2'58"81     | Record nazionale                         |
| 2021 | Giochi olimpici | Tokyo     | 4×400 m mista | Batteria   | 3'13"51     | Record nazionale                         |
| 2022 | Mondiali        | Eugene    | 4×400 m       | Batteria   | 3'03"43     | Miglior prestazione personale stagionale |
| 2022 | Europei         | Monaco    | 4×400 m       | 8º         | 3'03"04     |                                          |
| 2023 | Europei indoor  | Turchia   | 400 m piani   | Batteria   | 46"80       |                                          |
| 2024 | World Relays    | Nassau    | 4×400 m       | 5º         | 3'01"60     |                                          |
| 2024 | Europei         | Roma      | 4×400 m       | Argento    | 3'00"81     | Miglior prestazione personale stagionale |
| 2024 | Giochi olimpici | Parigi    | 4×400 m       | 7ª         | 2'59"72     |                                          |
| 2025 | World Relays    | Guangzhou | 4×400 m       | Batteria   | 3'04"01     |                                          |

## Campionati nazionali
- 2 volte campione nazionale assoluto indoor dei 400 m piani (2018, 2021)

2016
- Oro ai campionati italiani juniores (Bressanone), 400 m piani - 47"13

2017
- Oro ai campionati italiani juniores (Firenze), 400 m piani - 46"52
- Argento ai campionati italiani assoluti (Trieste), 400 m piani - 46"40

2018
- Oro ai campionati italiani assoluti indoor (Ancona), 400 m piani - 46"95
- 13º (q) ai campionati italiani assoluti (Pescara), 400 m piani - 48"50

2019
- Bronzo ai campionati italiani assoluti indoor (Ancona), 400 m piani - 47"38
- 7º ai campionati italiani assoluti (Bressanone), 400 m piani - 47"41

2020
- Argento ai campionati italiani assoluti (Padova), 400 m piani - 46"49

2021
- Oro ai campionati italiani assoluti indoor (Ancona), 400 m piani - 46"57
- Argento ai campionati italiani assoluti (Rovereto), 400 m piani - 46"21

2022
- Bronzo ai campionati italiani assoluti indoor (Ancona), 400 m piani - 47"17
- Argento ai campionati italiani assoluti (Rieti), 400 m piani - 45"91

2023
- 5º ai campionati italiani assoluti (Molfetta), 400 m piani - 46"86
- Argento ai campionati italiani assoluti indoor (Ancona), 400 m piani - 46"74

2024
- 4º ai campionati italiani assoluti indoor (Ancona), 400 m piani - 47"36
- Argento ai campionati italiani assoluti (La Spezia), 400 m piani - 45"77

2025
- Argento ai campionati italiani assoluti (Caorle), 400 m piani - 46"40

## Altre competizioni internazionali
2020
- 7º al Golden Gala Pietro Mennea ( Roma), 400 m piani - 46"28

2025
- Campionati europei a squadre di atletica leggera ( Madrid)
- Argento ai Campionati europei a squadre di atletica leggera ( Madrid), staffetta 4×400 m mista - 3'09"66